# Paedocypris progenetica
Espèce
Paedocypris progenetica est une espèce de poissons de la famille des Cyprinidae (anciennement dans la famille des Paedocyprinidae mais qui ne semble plus reconnue aujourd'hui).

## Distribution
Cette espèce est endémique d'Indonésie où elle se rencontre à Sumatra dans la province de Jambi et à Bintan.

## Description
Cette espèce est très petite avec une taille maximale de 10 mm. Ce poisson a été considéré à sa découverte comme le plus petit vertébré du monde, jusqu'à la description de la grenouille Paedophryne amauensis le 11 janvier 2012.

## Un poisson miniaturisé
Les cyprinidae miniaturisés présentent une structure anatomique qui peut être assez variable suivant les espèces et qui est regroupée en deux principes, mais dont certaines possédant des caractéristiques de miniaturisations avec des intermédiaires de quelques degrés. Le premier regroupe les espèces qui ont fui les bancs de leurs géniteurs plus grands bien que proportionnelles. Le second regroupe les espèces qui ont arrêté leur développement anatomique de telle sorte qu'ils ressemblent toujours à une forme larvaire (Danionella et Paedocypris). Ces espèces sont en principe connues pour être dénommées espèces au développement tronqué ou espèces paedomorphiques. Les scientifiques pensent que ces espèces ont évolué à travers un processus connu sous le nom de paedomorphosis progenetic, c'est-à-dire provoqué par une maturation accélérée. Elles présentent le plus souvent une structure simplifiée de leur squelette et sont dites être des espèces aux particularités (spécificités) morphologiques. Britz et al. (2009) considèrent que les troncatures de développement ont favorisé l'émergence de ces nouvelles espèces en libérant de grandes parties du squelette des contraintes de développement, en dissociant le parcours développemental lié d'où il résulte la création d'un plus grand potentiel pour des changements plus spectaculaires (voir également Boraras brigittae).

## Publication originale
- Kottelat, Britz, Tan & Witte, 2006 : Paedocypris, a new genus of Southeast Asian cyprinid fish with a remarkable sexual dimorphism, comprises the world's smallest vertebrate. Proceedings of the Royal Society Biological Sciences Series B, vol. 273, n. 1589, p. 895-899 (texte original).